# Talensi-Nabdam District
Der Distrikt Talensi-Nabdam war ein Distrikt in der Upper East Region in Ghana. Er wurde im August 2004 aus der damaligen Distriktversammlung Bolgatanga District Assembly herausgelöst. 2016 wurde der Distrikt in die beiden Distrikte Talensi und Nabdam aufgeteilt.  

## Ethnische Struktur der Bevölkerung
Es liegen keine verlässlichen Zahlen über die ethnische Struktur des Distriktes vor. Wie die benachbarten Distrikte dürften die Bewohner des Distriktes überwiegend verschiedenen Gursprachigen Völkern Nordghanas angehören. Namengebend ist das Volk der Talensi.

## Klima und Vegetation
Das Klima ist tropisch mit einer feuchten Jahreszeit von Mai bis Oktober und einer langen Trockenzeit praktisch ohne Niederschlag von Oktober bis April. Die Temperaturen bewegen sich zwischen maximal 45° im März/April und minimal 12° im Dezember.
Die natürliche Vegetation des Distriktes besteht aus Baum-Savanne, mit Baobab-, Sheanuss- und Akazienbäumen. Die niedere Vegetation wird während der Trockenzeit durch Feuer verbrannt oder von der Sonne ausgetrocknet.

## Wirtschaft
90 % der Bevölkerung leben vom Feldbau. Im geringen Umfang gibt es Viehzucht, gewerbliche Verarbeitung von Feldfrüchten und Granitabbau.

## Bedeutendere Ortschaften neben Bolgatanga
- Tongo
- Duusi
- Winkogo-Awaaradone
- Kongo
- Pwalugu
- Sheaga
- Shiega Gbane
- Pelungu
- Tongo Wakii
- Gororo Yikpemeri
- Tongo Beo.